# خسوس سرور
خسوس سرور (انگلیسی: Jesús Soraire؛ زادهٔ ۳ دسامبر ۱۹۸۸) بازیکن فوتبال است.
از باشگاه‌هایی که در آن بازی کرده‌است می‌توان به باشگاه فوتبال آرسنال ساراندی اشاره کرد.